# ATC (musikgrupp)
ATC (A Touch of Class) var ett popband bildat 1998 i Tyskland. Alla fyra medlemmarna kom dock från olika länder - Joseph "Joey" Murray från Nya Zeeland, Sarah Egglestone från Australien, Tracey Elizabeth Packham från England, och Livio Salvi från Italien.

## Historia
Deras första singel, "Around the World (La La La La La)" låg etta i Tyskland sex veckor 2000. Den är tidernas mest spelade låt i tysk radio. Den gick även hyfsat i USA och Storbritannien. Debutalbumet hette Planet Pop och kom ut år 2000. Flera låtar med liknande sound kom men de är mest kända för den första singeln.

## Diskografi

### Album
- 2000: Planet Pop (US #56)
- 2003: Touch the Sky

### Singlar
- 2000: "Around the World (La La La La La)" (DE #1 / US #27 / UK #15)
- 2000: "My Heart Beats Like a Drum"
- 2000: "Thinking of You"
- 2001: "Why Oh Why"
- 2001: "I'm In Heaven (When You Kiss Me)"
- 2002: "Set Me Free"
- 2003: "New York City"